# Simazaki Sigekazu
Simazaki Sigekazu (Nara, 1908. szeptember 9. – Kínai Köztársaság, 1945. január 9.) parancsnokhelyettes volt a Japán Birodalmi Haditengerészetnél a második világháború idején.
Ő vezette a második hullámot a Pearl Harbor elleni támadás idején. A Zuikaku repülőgép-hordozón szolgált. Később részt vett a korall-tengeri csatában.